# Samtgemeinde Sittensen
In der Samtgemeinde Sittensen aus dem niedersächsischen Landkreis Rotenburg (Wümme) haben sich neun Gemeinden zur Erledigung ihrer Verwaltungsgeschäfte zusammengeschlossen.

## Geografie

### Samtgemeindegliederung
1. Groß Meckelsen
2. Hamersen
3. Kalbe
4. Klein Meckelsen
5. Lengenbostel
6. Sittensen
7. Tiste
8. Vierden
9. Wohnste

### Geschichte
Die Gemeinde Sittensen entstand 1960 per Gesetz als Zusammenschluss der Gemeinden Groß Sittensen und Klein Sittensen.

## Politik

### Samtgemeinderat
Der Rat der Samtgemeinde Sittensen besteht aus 28 Ratsfrauen und Ratsherren. Dies ist die festgelegte Anzahl für eine Gemeinde mit einer Einwohnerzahl zwischen 11.001 und 12.000 Einwohnern. Die Ratsmitglieder werden durch eine Kommunalwahl für jeweils fünf Jahre gewählt. Neben den 28 in der Samtgemeindewahl gewählten Mitgliedern ist außerdem der hauptamtliche Samtgemeindebürgermeister im Rat stimmberechtigt.
Aus dem Ergebnis der Kommunalwahl 2021 ergab sich folgende Sitzverteilung:
- CDU – 12 Sitze
- SPD – 8 Sitze
- WFB – 3 Sitze
- GRÜNE – 3 Sitze
- FDP – 2 Sitze

### Samtgemeindebürgermeister
Samtgemeindebürgermeister seit dem 1. November 2019 Jörn Keller.

## Verkehr
Das Gebiet der Samtgemeinde Sittensen liegt an der Bahnstrecke Wilstedt–Tostedt und der Bundesautobahn A1, Ausfahrt Sittensen.